# Rick Mulder
Rick Mulder (Oosterhout, 7 december 1996) is een voormalig Nederlands profvoetballer die als middenvelder speelde.

## Carrière
Rick Mulder maakte zijn debuut in het betaalde voetbal voor RKC Waalwijk op 29 april 2016, in de met 1-3 verloren thuiswedstrijd tegen MVV Maastricht. Hij viel na 45 minuten in voor Steef Nieuwendaal. Omdat Mulder een amateurcontract bij RKC had kon hij zonder toestemming van zijn club een stage afwerken bij FC Utrecht. RKC liet hem transfervrij vertrekken naar Jong FC Utrecht. Hij debuteerde voor Jong Utrecht op 25 november 2016, in de met 4-2 verloren uitwedstrijd tegen FC Oss. Hij speelde drie seizoenen voor Jong Utrecht, waarna hij naar het Belgische Cappellen FC vertrok. Medio 2020 ging hij naar SV TEC.

## Statistieken
| Seizoen         | Club            | Competitie      | Competitie | Competitie | Beker | Beker | Internationaal | Internationaal | Totaal | Totaal |
| Seizoen         | Club            | Competitie      | Wed.       | Dlp.       | Wed.  | Dlp.  | Wed.           | Dlp.           | Wed.   | Dlp.   |
| --------------- | --------------- | --------------- | ---------- | ---------- | ----- | ----- | -------------- | -------------- | ------ | ------ |
| 2015/16         | RKC Waalwijk    | Eerste divisie  | 1          | 0          | 0     | 0     | -              | -              | 1      | 0      |
| Club totaal     | Club totaal     | Club totaal     | 1          | 0          | 0     | 0     | 0              | 0              | 1      | 0      |
| 2016/17         | Jong FC Utrecht | Eerste divisie  | 18         | 1          | -     | -     | -              | -              | 18     | 1      |
| 2017/18         | Jong FC Utrecht | Eerste divisie  | 7          | 0          | -     | -     | -              | -              | 7      | 0      |
| 2018/19         | Jong FC Utrecht | Eerste divisie  | 9          | 0          | -     | -     | -              | -              | 9      | 0      |
| Club totaal     | Club totaal     | Club totaal     | 34         | 1          | 0     | 0     | 0              | 0              | 34     | 1      |
| Carrière totaal | Carrière totaal | Carrière totaal | 35         | 1          | 0     | 0     | 0              | 0              | 35     | 1      |